# بيتر إليس بين
بيتر إليس بين (بالإسبانية: Peter Ellis Bean)‏ هو عسكري مكسيكي، ولد في 8 يونيو 1783 في بين ستيشن في الولايات المتحدة، وتوفي في 3 أكتوبر 1846 في خالابا في المكسيك.